# UkiUkiView
UkiUkiView(ウキウキView)とは、Android上で動作する拡張現実ソフトウェアである。Android版クライアントは、株式会社ブリリアントサービスおよびシャープビジネスコンピュータソフトウェア株式会社（SHARP BUSINESS COMPUTER SOFTWARE INC.）が無償で提供している。2011年1月27日にはブラウザ版がリリースされている。

## 概要
2009年11月18日、株式会社ブリリアントサービスの近藤昭雄が、Embedded Technology 2009で「ウキウキView」を披露した。ウキウキ！VIEWクライアントはオープンソースで公開されている。ブリリアントサービスはサーバーを提供しており、対応サービスのアフィリエイト収入により収益を図っている。
- SBC製UkiUkiViewクライアントはAndroid 1.6以上にインストールできる。2011年5月20日公開の1.71が最新版。
- ブリリアントサービス製ウキウキViewクライアントはAndroid 1.5以上にインストールできる。2010年6月10日公開の0.6.5が最新版。
- サーバは、Amazon EC2を利用。同業他社のセカイカメラと同じサービスを利用している。

## 対応サービス
- ホットペッパー
- ぐるなび
- 食べログ
- じゃらんnet

## プレインストール
SBC製UkiUkiViewクライアントは、docomoの一部スマートフォンにプレインストールして出荷されている。
- SH-10B 2010年7月23日発売
- SH-03C 2010年12月3日発売
- T-01C 2010年12月17日発売
- SH-12C 2011年5月20日発売

プレインストール機では、ユーザーがUkiUkiViewを自由にアンインストールすることが許されない。Android Marketでは、UkiUkiViewの更新の通知がなされ、更新が推奨される。しかし、UkiUkiViewの利用者でないユーザーにとっては、更新によりスマートフォンのデータ領域が減少するというデメリットが存在する。
この件の問い合わせに対しシャープビジネスコンピュータソフトウェアは、「削除につきましてはメーカ様端末仕様上の範疇」で、「androidマーケットでの一括更新/自動更新の設定につきましてもプリインストールアプリケーションに対する仕様」なので、「当アプリケーションソフトウェアの改善では対応出来ません」とAndroid マーケットとTwitter上で答えている（@UkiUkiDeveloper1月13日付のツイートを参照）。
UkiUkiViewの削除は、端末のroot化によって実現できるものの、故障のおそれがあり、docomoのサポートが受けられなくなることになる。

### 関連記事
- ［ET2009］ブリリアントサービスがAndroid向けAR（拡張現実）アプリを開発 - ニュース：ITpro
- Android端末で動くARアプリが続々登場、セカイカメラは「必ず出す」 - ニュース：ITpro
- ＩｎｔｅｒｏｐのＡＲ　-　ブリリアントサービス　- ニュース：CNET